# Alta traición
La alta traición es un delito que consiste en cometer un acto de extrema deslealtad respecto a un país o a su jefe de Estado. Los ejemplos de alta traición más conocidos son en una guerra contra el propio país, intentar un golpe de Estado, realizar operaciones de espionaje o sabotaje sumamente dañinas al servicio de una potencia extranjera e intentar asesinar al jefe de Estado de su propio país.
Para Rafael de Pina, es una calificación aplicada al delito que supone un atentado grave contra la seguridad —interior o exterior— del Estado. En este caso se habla de «delito de alta traición».
Delito de alta traición es fundamentalmente aquel que se comete contra la Patria. Tradicionalmente, se ha entendido como delito de alta traición el cometido contra la persona jefe del Estado, o contra el honor, la seguridad o la independencia del Estado.

## En otros países
En la historia del derecho inglés, se distingue la alta traición del petty treason, el cual consiste generalmente en el asesinato de un amo por su criado. Esto se consideraba como un crimen más grave que el asesinato.
En la constitución estadounidense, «traición» toma el sentido de alta traición.